# Kościół Jedności
Kościół Jedności (z ang. Unity Church (nie mylić z Unitarianizmem)) jest ruchem religijnym w ramach większego ruchu Nowej Myśli (New Thought).
Ruch został założony w Kansas City, Missouri w 1889 roku przez Charles'a Fillmore'a (1854-1948) i Myrtle Fillmore (1845-1931) po tym, jak pani Fillmore została wyleczona z gruźlicy i uwierzyła w leczenie duchowe.  
Zaowocowało to rozpoczęciem badań nad leczeniem duchowym i dostanie się pod wpływ Emmy Curtis Hopkins.   
Zalążku ruchu można dopatrywać się kiedy państwo Fillmore postanowili podzielić się swoimi poglądami poprzez czasopisma, książki, broszury oraz telefoniczne i listowne wsparcie oferując pomoc poprzez modlitwę i porady duchowe.
Efektem tych działań było powstanie kilku grup w Kansas City oraz tuż po I Wojnie Światowej osiedla Unity Village, około 24 kilometrów (15 mil) od miasta. Kościół po śmierci Charles'a był kierowany przez jego synów i wnuki.
Członkowie ruchu sami siebie nazywają "pozytywnymi, praktykującymi Chrześcijanami" z "naukami będącymi codziennym dążeniem do prawdy przez naśladowanie Jezusa Chrystusa" i głoszą "drogę życia, która wiedzie do zdrowia, dostatku, szczęścia i spokoju ducha."